# قائمة رؤساء وزراء كازاخستان
رئيس وزراء كازاخستان (بالقازاقية: Қазақстан Республикасының Премьер-Министрі)‏(بالروسية: Премьер-Министр Республики Казахстан) هو رئيس حكومة جمهورية كازاخستان وصاحب ثاني أعلى منصب في كازاخستان. يرأس رئيس الوزراء مجلس الوزراء ويقدم المشورة للرئيس في تنفيذ مهام برلمان كازاخستانكل يوم.

## القائمة (1917–الآن)
هذه قائمة برؤساء وزراء كازاخستان منذ إنشاء المنصب عام 1917 وحتى يومنا هذا.

### ألش المستقلة (1917–1920)
| الصورة | الصورة | الاسم (الميلاد–الوفاة)       | فترة الحكم     | فترة الحكم  | الحزب |
| ------ | ------ | ---------------------------- | -------------- | ----------- | ----- |
| 1      |        | عليخان بوكيخانوف (1866–1937) | 13 ديسمبر 1917 | 5 مارس 1920 | ألاش  |

### جمهورية كازاخستان الاشتراكية السوفيتية ذاتية الحكم (1920-1925)

#### رؤساء مجلس مفوضي الحزب
- فيكتور رادوس زينكوفيتش (12 أكتوبر 1920 – 1921)
- محمد خافي مرزاجالييف (1921 – سبتمبر 1922)
- ساكن سيفولين (سبتمبر 1922 – أكتوبر 1924)
- نيجمت نورماكوف (أكتوبر 1924 – 19 فبراير 1925)

### جمهورية كازاخستان الاشتراكية السوفيتية المتمتعة بالحكم الذاتي (1925-1936)

#### رؤساء مجلس مفوضي الشعب
- نيجمت نورماكوف (19 فبراير 1925 – مايو 1928)
- أوراز إيساييف (مايو 1928 – 5 ديسمبر 1936)

### جمهورية كازاخستان السوفيتية الاشتراكية (1936-1991)

#### رؤساء مجلس مفوضي الشعب
- أوراز إيساييف (5 ديسمبر 1936 – سبتمبر 1937)
- إبراهيم تاجييف (سبتمبر 1937 – 17 يوليو 1938)
- نورتاس أونداسينوف (17 يوليو 1938 – 15 مارس 1946)

#### رؤساء مجلس الوزراء
- نورتاس أونداسينوف (15 مارس 1946 – 24 مارس 1954)
- إلبي تايبيكوف (24 مارس 1954 – 31 مارس 1955)
- دين محمد كوناييف (31 مارس 1955 – 20 يناير 1960) (المرة الأولى)
- زومابيك تاشينيف (20 يناير 1960 – 6 يناير 1961)
- سالكن دولينوف (6 يناير 1961 – 13 سبتمبر 1962)
- ماسيمخان بيسمباييف (13 سبتمبر – 26 ديسمبر 1962) (المرة الأولى)
- دين محمد كوناييف (26 ديسمبر 1962 – 7 ديسمبر 1964) (المرة الثانية)
- ماسيمخان بيسمباييف (7 ديسمبر 1964 – 31 مارس 1970) (المرة الثانية)
- بايكين أشيموف (31 مارس 1970 – 22 مارس 1984)
- نور سلطان نزارباييف (22 مارس 1984 – 27 يوليو 1989)
- أوزاكباي كارامانوف (27 يوليو 1989 – 20 نوفمبر 1990)

#### مجلس الوزراء
- أوزاكباي كارامانوف (20 نوفمبر 1990 – 14 أكتوبر 1991)
- سيرجي تيريشينكو (16 أكتوبر – 16 ديسمبر 1991)

### جمهورية كازاخستان (1991–الآن)
| ترتيب | الصورة | الاسم                              | استلم المنصب   | ترك المنصب     | المدة             | الحكومة         | الحزب                          | الرئيس                          |
| ----- | ------ | ---------------------------------- | -------------- | -------------- | ----------------- | --------------- | ------------------------------ | ------------------------------- |
| 1     |        | سيرغي تيريشنكو (مواليد 1951)       | 14 أكتوبر 1991 | 12 أكتوبر 1994 | 2 سنوات و300 أيام | تيريشنكو        | مستقل                          | نور سلطان نزارباييف (2019-1990) |
| 2     |        | آكزهان كازيجيلدين (مواليد 1952)    | 12 أكتوبر 1994 | 10 أكتوبر 1997 | 2 سنوات و363 أيام | كازيجيلدين      | الاتحاد الشعبي لوحدة كازاخستان | نور سلطان نزارباييف (2019-1990) |
| 3     |        | نورلان بالجيمباييف (2015-1947)     | 10 أكتوبر 1997 | 1 أكتوبر 1999  | 1 سنة و356 أيام   | بالجيمباييف     | الاتحاد الشعبي لوحدة كازاخستان | نور سلطان نزارباييف (2019-1990) |
| 4     |        | قاسم جومارت توقاييف (مواليد 1953)  | 1 أكتوبر 1999  | 28 يناير 2002  | 2 سنوات و119 أيام | توكاييف         | نور أتان                       | نور سلطان نزارباييف (2019-1990) |
| 5     |        | إيمانغلي تاسماغمبتوف (مواليد 1956) | 28 يناير 2002  | 13 يونيو 2003  | 1 سنة و136 أيام   | تاسماغمبتوف     | نور أتان                       | نور سلطان نزارباييف (2019-1990) |
| 6     |        | دانييل أحمدوف (مواليد 1954)        | 13 يونيو 2003  | 10 يناير 2007  | 3 سنوات و211 أيام | دانييل أحمدوف   | نور أتان                       | نور سلطان نزارباييف (2019-1990) |
| 7     |        | كريم ماسيموف (مواليد 1965)         | 10 يناير 2007  | 24 سبتمبر 2012 | 5 سنوات و258 أيام | ماسيموف الأولى  | نور أتان                       | نور سلطان نزارباييف (2019-1990) |
| 8     |        | سيريك أحمدوف (مواليد 1958)         | 24 سبتمبر 2012 | 2 أبريل 2014   | 1 سنة و190 أيام   | سيريك أحمدوف    | نور أتان                       | نور سلطان نزارباييف (2019-1990) |
| (7)   |        | كريم ماسيموف (مواليد 1965)         | 2 أبريل 2014   | 8 سبتمبر 2016  | 2 سنوات و159 أيام | ماسيموف الثانية | نور أتان                       | نور سلطان نزارباييف (2019-1990) |
| 9     |        | باكيتزان ساجينتايف (مواليد 1958)   | 8 سبتمبر 2016  | 21 فبراير 2019 | 2 سنوات و166 أيام | ساجينتايف       | نور أتان                       | نور سلطان نزارباييف (2019-1990) |
| 10    |        | أسكار مامين (مواليد 1965)          | 21 فبراير 2019 | 5 يناير 2022   | 2 سنوات و318 أيام | مامين           | نور أتان                       | قاسم جومارت توقاييف(2019-)      |
| 11    |        | عليخان سمايلوف (مواليد 1972)       | 5 يناير 2022   | 4 فبراير2024   | 2 سنوات و30 أيام  | سمايلوف         | امانات                         | قاسم جومارت توقاييف(2019-)      |
| -     |        | رومان سكليار (مواليد 1971)         | 5 فبراير2024   | 6 فبراير 2024  | 1 يوم             | -               | امانات                         | قاسم جومارت توقاييف(2019-)      |
| 12    |        | أولجاس بيكتينوف (مواليد 1980)      | 6 فبراير 2024  | حتى الآن       | 1 سنة و100 أيام   | -               | امانات                         | قاسم جومارت توقاييف(2019-)      |

## روابط خارجية
- الموقع الرسمي لرئيس وزراء كازاخستان